# Áyios Loukás (ort i Grekland)
Áyios Loukás är en ort i Grekland.   Den ligger i prefekturen Nomós Evvoías och regionen Grekiska fastlandet, i den östra delen av landet, 60 km nordost om huvudstaden Aten. Áyios Loukás ligger 44 meter över havet och antalet invånare är 954. Den ligger på ön Euboia.
Terrängen runt Áyios Loukás är kuperad västerut, men österut är den platt. Áyios Loukás ligger nere i en dal. Runt Áyios Loukás är det ganska glesbefolkat, med 45 invånare per kvadratkilometer. Närmaste större samhälle är Alivéri, 1,8 km söder om Áyios Loukás. 